# Vital Remains
Vital Remains je ameriška death metal skupina, ustanovljena leta 1989.
Članom skupine so bili v vzor stare heavy metal in trash metal skupine kot so Venom, Bathory, Destruction, Celtic Frost in Sodom. Skupina je znana po svojevrstnih besedilih o satanizmu, apokalipsi in padcu cerkve.

## Člani
- Glen Benton (vokal)
- Dave Suzuki (kitara, bobni)
- Tony Lazaro (kitara, bas)

## Diskografija
- Let Us Pray (1992)
- Into Cold Darkness (1995)
- Forever Underground (1997)
- Dawn of the Apocalypse (2000)
- Dechristianize (2003)
- Horrors of Hell (2006)
- Icons of Evil (2007)